# Rebecca Gratz

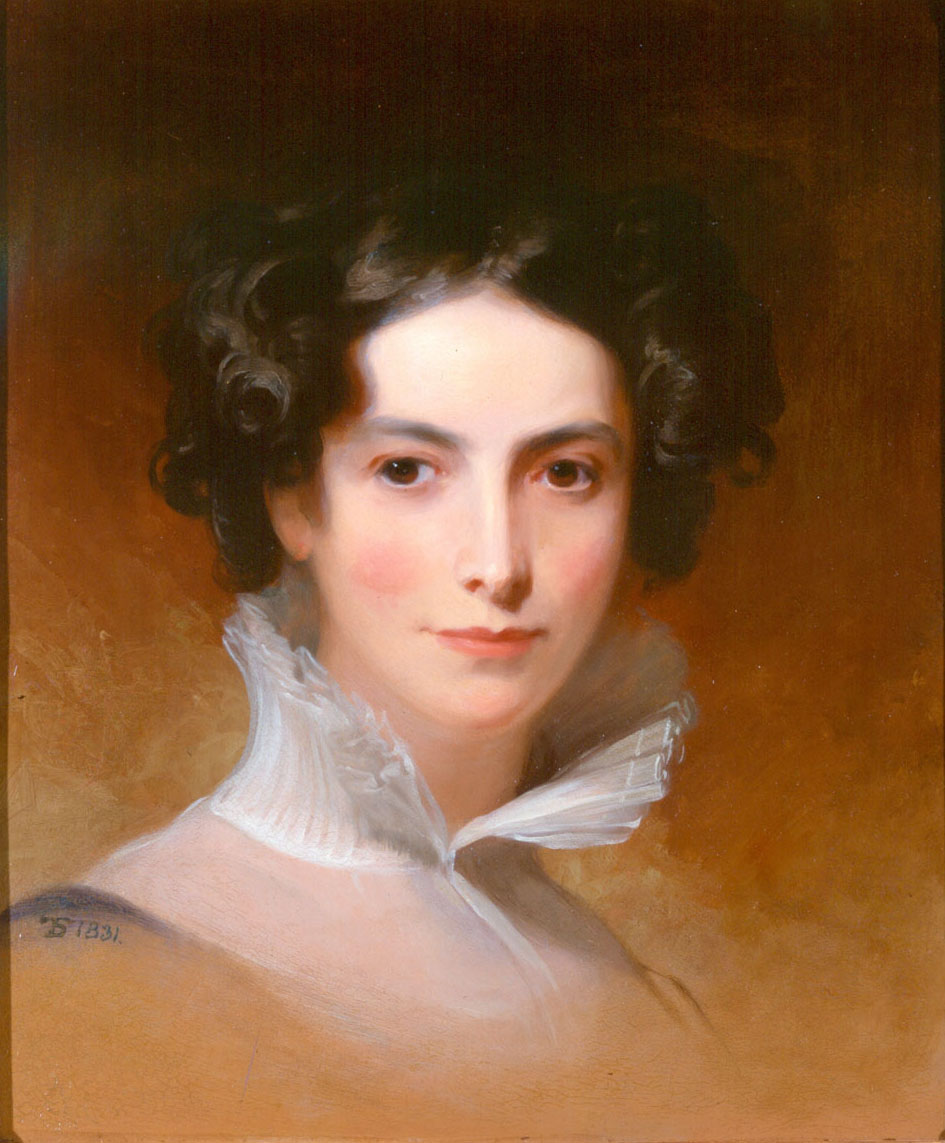
Rebecca Gratz – Porträt von Thomas Sully, 1831

Rebecca Gratz (* 4. März 1781 in Lancaster, Pennsylvania; † 27. August 1869 ebenda) war eine US-amerikanische Philanthropin.

## Leben
Gratz kam als siebtes von zwölf Kindern der Eheleute Miriam Simon und Michael Gratz zur Welt. Ihre Mutter war die Tochter von Joseph Simon (1712–1804), eines herausragenden jüdischen Kaufmanns aus Lancaster. Ihr Vater entstammte einer langen Reihe von Rabbinern aus Oberschlesien (vgl. Jüdischer Friedhof (Wielowieś)), ursprünglich jedoch aus Grodzisk bei Posen und musste aufgrund der geltenden Gesetze, nach denen nur der Erstgeboren Sohn einer jüdischen Familie das Heimatrecht am Geburtsort erlangen konnte, auswandern.  Ihre Eltern waren gläubige Juden und aktive Mitglieder der ersten jüdischen Gemeinde in Philadelphia Mikwe Israel.
Gratz betätigte sich seit ihrem zwanzigsten Lebensjahr als Philanthropin durch Hilfe für die an den Folgen des Unabhängigkeitskrieges leidenden Familien sowie eines Asyls für Waisenkinder. Sie war Sekretärin des Vorstandes dieser Einrichtung. Unter ihrer Ägide wurde im Jahre 1838 eine jüdische Sonntagsschule eingerichtet. Gratz wurde deren Superintendentin und Präsidentin bis zu ihrem Rücktritt im Jahre 1864. Sie wirkte bei der Entwicklung von Lehrplänen mit. Gratz war auch Gründungsmitglied eines Hilfsvereins für jüdische Frauen im November 1819.
Es wird angenommen, dass Rebecca Gratz das Modell der Rebecca, der Tochter des jüdischen Kaufmanns Isaac von York, der Heldin in dem Roman Ivanhoe von Walter Scott war. Scotts Aufmerksamkeit für Gratz’ Charakter wurde von Washington Irving, einem engen Freund der Familie Gratz, angeregt.
Gratz hat nie geheiratet.
Ihr Porträt wurde zweimal von dem bekannten amerikanischen Künstler Thomas Sully gemalt.
Gratz ist im Familiengrab der Gratz Mikwe Israel Cemetery in Philadelphia, Pennsylvania begraben.